# Philiris montigena
Philiris montigena är en fjärilsart som beskrevs av Tite 1963. Philiris montigena ingår i släktet Philiris och familjen juvelvingar. Inga underarter finns listade i Catalogue of Life.